# Mecistognatha rufifusa
Mecistognatha rufifusa är en fjärilsart som beskrevs av George Francis Hampson. Mecistognatha rufifusa ingår i släktet Mecistognatha och familjen nattflyn. Inga underarter finns listade i Catalogue of Life.